# メラネシア人
メラネシア人（メラネシアじん、Melanesian）は、西南太平洋のメラネシアに住む人々の総称。広義にはパプア人を含める場合もある。人種的にはモンゴロイドと混血したオーストラロイド系の民族であるが、島嶼間の交流の結果、様々な移住者が入ったことから体格・風貌も様々であり、人種的特徴を一概に挙げることは困難である。彼らは約5000年前にメラネシア水域の島々にやってきたと考えられており、ソロモン諸島、ニューヘブリディーズ諸島、フィジー諸島、ニューカレドニア島などに居住する。顔立ちはポリネシア人に近く、皮膚の色にはパプア人のような統一性は無く、濃い者も薄い者もいる。しばしばアフリカの民族と比較されるが、オーストラロイドとモンゴロイドの混合人種であるメラネシア人は、表現型が非常に多様な集団である。

## 言語
メラネシア人は方言の分化が著しく、同一言語を話す言語集団が小さい。メラネシア諸語はオーストロネシア語族に属し、マレー語系の影響も受けている。パプアニューギニアにおけるメラネシア諸語の話者は人口の約15%である。一方で19世紀半ばに奴隷商人たちの影響によってもたらされたピジン英語はメラネシアの共通語となり島嶼間のメラネシア人の連帯感を高めている。

## 社会

### 宗教
体系的な宗教は持っておらず、宗教と呪術の区分も明確でない。東部のメラネシア人社会では超自然力（マナ）を信仰しており、すべて形あるものに精霊が宿ると信じられていた。このため、品物を多く持つ白人たちの文化に触れ、その羨望から彼らが信仰していたキリスト教へ改宗している。こうした動きはやがてカーゴ・カルトと呼ばれるメシア運動へ発展し、メラネシアの社会問題となった。
神話伝承は存在しているがそのほとんどは聖書やカーゴ・カルトの影響を強く受けており、後年に創作されたものと考えられており、原始美術に体系付けられるような口承は現存していない。

### 生活

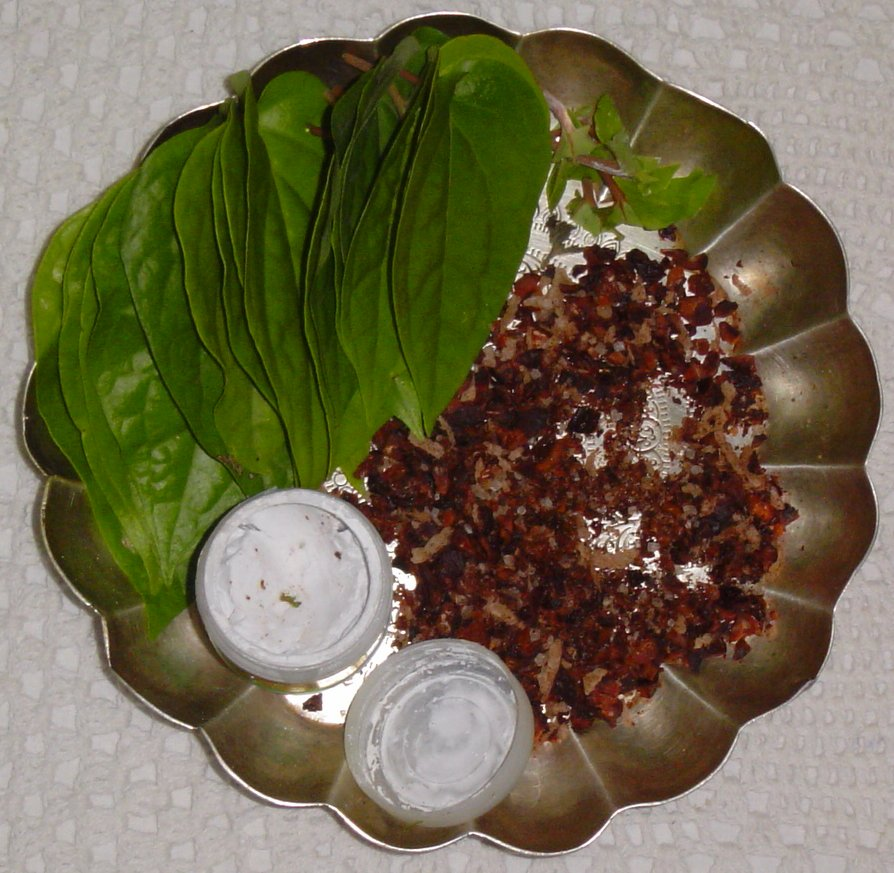
ベテル・チューイング
キンマの葉、ビンロウの実、石灰

主として堀棒耕作を行う農耕民で、タロイモ、ヤムイモ、キャッサバ、サツマイモなどの根茎類のほか、バナナ、パンノキ、ヤシ、サゴヤシなどを栽培する。沿岸部では漁撈も行われる。食習慣としてはコショウ科植物の根を原料とした飲料物（カヴァ）や、キンマの葉に包んだビンロウの実と石灰を混ぜたものを噛む習慣（ベテル・チューイング）が特徴として挙げられる。
社会組織としては、地理上の問題から中央集権化が困難なこともあり、小規模な単位での政治制度が採られていた。文化圏や言語集団に関わらずビッグ・マンと呼ばれるリーダーによって200人から300人の居住単位による集団をひとつの組織としていたのが一般的である。ビッグ・マンの地位は世襲の場合やそうでない場合が地域によって混在しており一概には定義できない。血縁集団レベルで言えば、地縁内婚が一般化しており、ひとつの集団内のほとんどは親族ないし姻族である。
豚と小型の貝などの稀少品に価値観を見出しており、これらを用いた海上交易や作物の物々交換が発達していたが、近年は貨幣も用いられるようになり、定期的な市が開催されている。

## 芸術

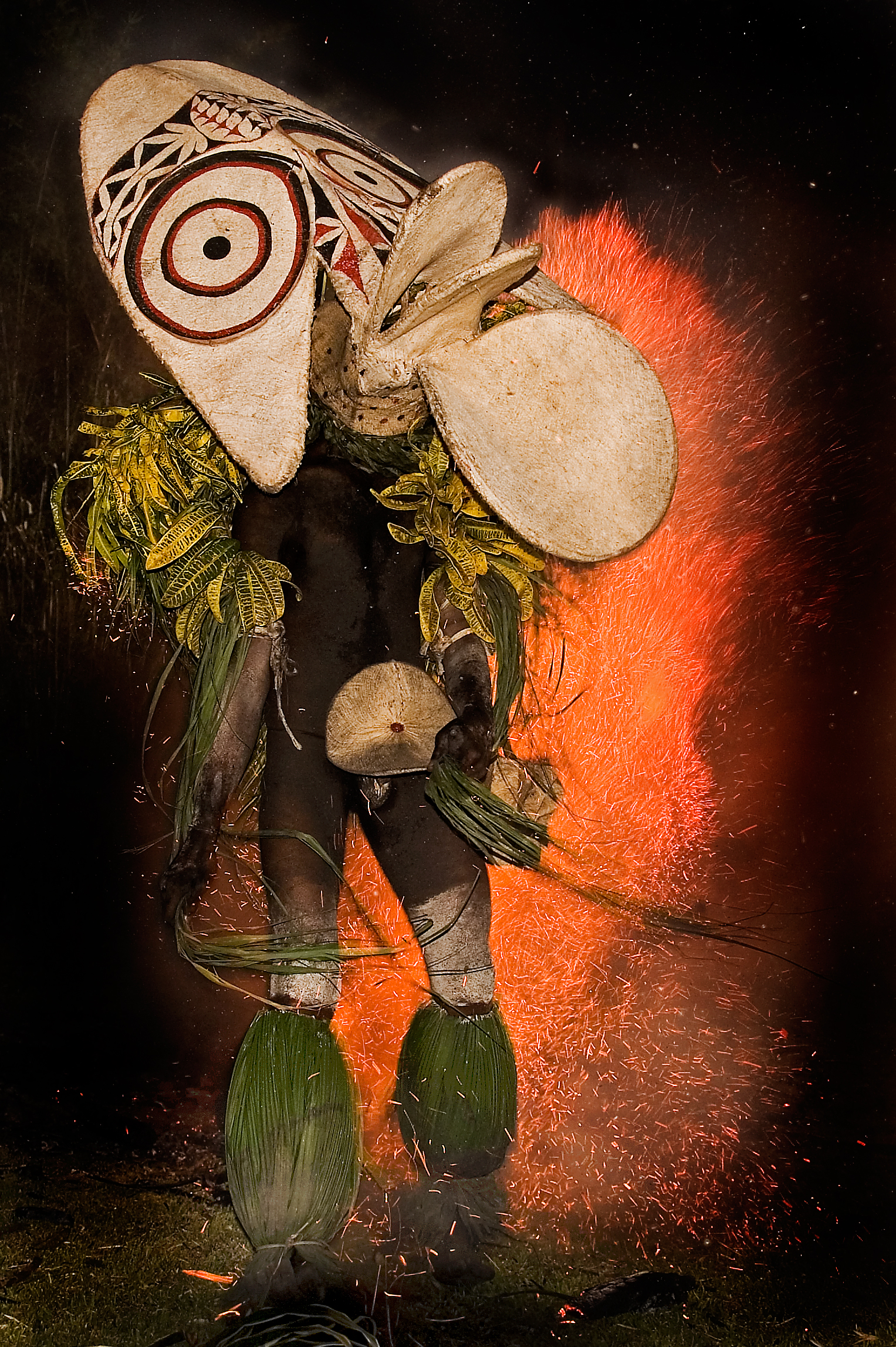
パプアニューギニアの仮面舞踏の一つ、バイニンダンス

### 美術
メラネシアの美術は非常に多様化しており、世界的な民族美術と言われる。その特徴は精力的な彫刻と彩色にあり、カヌー、楽器、仮面、土器、生活用具などさまざまなものにその造形を見ることができる。ニューギニア北東部のセピック川沿岸の村に建てられた精霊の家（イニシエーション用、葬儀用あるいは集会所としての建築物）は屋根、破風、柱、梁、天井、壁などあらゆる部分に精霊や動物の彫刻・彩色が施された荘厳なものとして知られる。
また、仮面美術はオセアニアではメラネシア人のみが保持する特有の文化で、ニューギニア島パプア湾のヘベヘ、ヒュオン湾のタゴ、ニューアイルランド島のマランガン、ニューブリテン島のドゥクドゥク、バンクス諸島のタマテなどの仮面が知られている。
その他、美術的価値を見出せるものとしては、ソロモン諸島の貝貨、サンタクルーズ諸島の羽毛貨、ニューヘブリディーズ諸島のパンダヌス布貨などの各種財貨や儀礼的交易（クラ）に用いられた貝の装飾品、階層制度の位階を現す彫像などがある。

### 音楽
メラネシアの音楽はポリネシアほどの統一感は無いが、文化価値表現の手段として古くから社会生活の中に有機的に組み込まれた。ゆるやかな発声と身体打奏を特徴とし、楽器には竹や木のほか動物性の材料を用いる。集団構成員の多くがパフォーマンスに参与する参加型のものが一般的である。

## メラネシア系民族
1. カナック

### 書籍
和書:
- 後藤明『海の文化史』未來社、1996年。ISBN 4624220250。
- 鈴木継美『パプアニューギニアの食生活』中央公論社、1991年。ISBN 4121010442。
- 橋本和也『キリスト教と植民地経験』人文書院、1996年。ISBN 4409530186。
- 矢野將『オセアニアを知る事典 - メラネシア人』平凡社、1990年。ISBN 4582126278。
- 吉岡政徳『メラネシアの位階階梯制社会』風響社、1998年。ISBN 4938718340。

洋書:
- Kreps, Christina, F. (2003). Liberating Culture: Cross-cultural perspectives on museums, curation and heritage preservation. Routledge. ISBN 0-415-25025-0
- Mombi, George (2016). "Jesus as our Wapiken: seeking a model of holiness amongst the Abelam people." In William Kenny Longgar and Tim Meadowcroft (eds.) Living in the Family of Jesus, pp. 79–100. Auckland: Archer Press. ISBN 9780473353223